# Tekarei Russell
Tekarei Russell   (1937) és una antiga política kiribatiana.
Després de ser educada a l'Escola Elaine Bernacchi, es va convertir en professora d'escola secundària el 1959, a Bikenibeu. Va ser la primera dona a ser elegida membre del Maneaba ni Maungatabu (Consell Legislatiu) de la colònia de les Illes Gilbert i Ellice, quan va ser elegida diputada per a Tarawa Sud (la capital) el 1971. Reelegida el 1975, va ser nomenada Ministra de Salut i Planificació Familiar, servint de 1975 a 1977, després de la qual cosa es va retirar de la política i va tornar a l'ensenyament. Posteriorment va ser guardonada amb la medalla de l'Orgull de Kiribati.